# Ma Dong-seok
Ma Dong-seok (nascido em Lee Dong-seok em 1 de março de 1971), também conhecido como Don Lee, é um ator, produtor e personal de trainer coreano. Com sua atuação em Train to Busan e os papéis principais subsequentes, Ma Dong-Seok se tornou um dos atores de maior sucesso na Coreia do Sul. Fez sua estreia como ator no filme de 2004 The Legend of the Wind .

## Carreira
Usando o seu nome real ocidentalizado, Don Lee  antes mesmo de começar a atuar, já atuava como um personal trainer dos artistas de artes marciais mistas Mark Coleman e Kevin Randleman. Através disso ele acabou criando a sua própria empresa de planejamento e criação de conteúdo a "Team Gorilla" , que nos dias atuais está envolvido no planejamento e na redação de roteiros em conjunto com uma equipe. Ele trabalhou no roteiro do filme Deep Trap, no qual estrelou. Ele também é o co-criador da série Team Bulldog: Off-Duty Investigation da OCN Dramatic Cinema.

## Vida Pessoal
No Ano 2016, Don Lee revelou que estava namorando a repórter esportiva e personalidade de mídia Ye Jung-hwa, que é 17 anos mais jovem que ele, que pretendiam se casar em breve

## Filmografia

### Cinema
| Ano  | Tiulo                                 | Papel                    | Notas                        |
| ---- | ------------------------------------- | ------------------------ | ---------------------------- |
| 2005 | Heaven's Soldiers                     | Hwang Sang-wook          |                              |
| 2006 | Ssunday Seoul                         | Detetive 1               |                              |
| 2007 | The Worst Guy Ever                    | Ho-seob                  |                              |
| 2008 | The Moonlight of Seoul                | Chang-woo                |                              |
| 2008 | The Good, the Bad, the Weird          | Gom ("Bear")             |                              |
| 2008 | Ten Ten                               | Fund manager             | Segment: "The Rabbit"        |
| 2009 | Insadong Scandal                      | Sang-bok                 |                              |
| 2009 | Take Off                              | (Cameo)                  |                              |
| 2010 | Midnight FM                           | Son Deok-tae             | [ 3 ]                        |
| 2010 | The Unjust                            | Ma Dae-ho                |                              |
| 2010 | Try to Remember                       | Seung-hwan               |                              |
| 2011 | Quick                                 | Kim Joo-chul             |                              |
| 2011 | Pained                                | Bum-no                   |                              |
| 2011 | Perfect Game                          | Park Man-soo             |                              |
| 2011 | Showtime!                             |                          | Short film                   |
| 2012 | Never Ending Story                    | Tow car driver           | Cameo                        |
| 2012 | Dancing Queen                         | Gay couple               | Cameo                        |
| 2012 | Nameless Gangster: Rules of the Time  | Pimp Kim                 |                              |
| 2012 | Doomsday Book                         | Zombie in school uniform |                              |
| 2012 | The Neighbor                          | Ahn Hyuk-mo              | [ 4 ]                        |
| 2012 | Love 911                              | Fire station captain     | [ 5 ]                        |
| 2013 | New World                             | Section chief Jo         | Cameo                        |
| 2013 | Norigae                               | Lee Jang-ho              | [ 6 ]                        |
| 2013 | Azooma                                | Detective Ma             |                              |
| 2013 | Rockin' on Heaven's Door              | Moo-sung                 | [ 7 ]                        |
| 2013 | Mr. Go                                | Baseball commentator     | Cameo                        |
| 2013 | The Flu                               | Jeon Gook-hwan           | [ 8 ]                        |
| 2013 | Marriage Blue                         | Geon-ho                  |                              |
| 2013 | Rough Play                            | "Tenacious" gang boss    |                              |
| 2013 | The Five                              | Jang Dae-ho              | [ 9 ]                        |
| 2014 | Murderer                              | Joo-hyub                 | [ 10 ]                       |
| 2014 | One on One                            | Leader of Shadow         | [ 11 ]                       |
| 2014 | Kundo: Age of the Rampant             | Chun-bo                  |                              |
| 2014 | The Royal Tailor                      | Pan-soo                  | [ 12 ]                       |
| 2015 | The Chronicles of Evil                | Detective Oh             | [ 13 ]                       |
| 2015 | Veteran                               | Big guy with sportswear  | Cameo                        |
| 2015 | Deep Trap                             | Park Sung-chul           | [ 14 ]                       |
| 2016 | Familyhood                            | Pyeong-gu                | [ 15 ] [ 16 ]                |
| 2016 | Train to Busan                        | Sang-hwa                 | [ 17 ]                       |
| 2016 | Derailed                              | Hyung-Seok               |                              |
| 2017 | Along With the Gods: The Two Worlds   | God of House             | [ 18 ]                       |
| 2017 | The Mayor                             | Priest                   | Cameo                        |
| 2017 | The Outlaws                           | Ma Seok-do               | [ 19 ]                       |
| 2017 | The Bros                              | Lee Seok-bong            | [ 20 ]                       |
| 2018 | Champion                              | Mark                     | [ 21 ] [ 22 ]                |
| 2018 | Along with the Gods: The Last 49 Days | God of House             | [ 23 ]                       |
| 2018 | The Soul-Mate                         | Jang-su                  | [ 24 ]                       |
| 2018 | The Villagers                         | Yeok Gi-cheol            | [ 25 ]                       |
| 2018 | Unstoppable                           | Kang Dong-chul           | [ 26 ]                       |
| 2019 | The Gangster, The Cop, The Devil      | Jang Dong-soo            | [ 27 ]                       |
| 2019 | The Bad Guys: Reign of Chaos          | Park Woong-cheol         | [ 28 ]                       |
| 2019 | Baekdusan                             | Kang Bong-rae            | [ 29 ] [ 30 ]                |
| 2019 | Long Live the King                    | Gwangju Brown Bear       | Special appearance           |
| 2019 | Start-Up                              | Geo-seok                 |                              |
| 2020 | Ignition                              |                          | [ 31 ]                       |
| 2021 | Os Eternos                            | Gilgamesh                | Post-production (as Don Lee) |
| 2021 | Apgujeong Report                      | Dae Gook                 | [ 32 ]                       |
| 2022 | The Roundup                           | Ma Seok-do               | [ 33 ] [ 34 ]                |
| 2023 | The Roundup: No Way Out               | Ma Seok-do               | [ 35 ]                       |
| 2024 | The Roundup: Punishment               | Ma Seok-do               | [ 36 ]                       |

## Prêmios e Nomeações
| Ano  | Prêmio                                            | Categoria            | Obra           | Resulto  | Ref.   |
| ---- | ------------------------------------------------- | -------------------- | -------------- | -------- | ------ |
| 2012 | 33rd Blue Dragon Film Awards                      | Ator coadjuvante     | The Neighbor   | Indicado |        |
| 2013 | 49th Baeksang Arts Awards                         | Ator coadjuvante     | The Neighbor   | Venceu   | [ 37 ] |
| 2013 | 22nd Buil Film Awards                             | Ator coadjuvante     | The Neighbor   | Indicado |        |
| 2013 | 17th Puchon International Fantastic Film Festival | Premio Fantastico    | —              | Venceu   |        |
| 2016 | 5th APAN Star Awards                              | Ator Coadjuvante     | Squad 38       | Indicado |        |
| 2016 | 25th Buil Film Awards                             | Ator Coadjuvante     | Familyhood     | Indicado |        |
| 2016 | 37th Blue Dragon Film Awards                      | Ator Coadjuvante     | Train to Busan | Indicado |        |
| 2017 | 8th KOFRA Film Awards                             | Ator Coadjuvante     | Train to Busan | Venceu   | [ 38 ] |
| 2017 | 11th Asian Film Awards                            | Ator Coadjuvante     | Train to Busan | Indicado |        |
| 2017 | 53rd Baeksang Arts Awards                         | Ator Coadjuvante     | Train to Busan | Indicado |        |
| 2017 | 22nd Chunsa Film Art Awards                       | Ator Coadjuvante     | Train to Busan | Indicado |        |
| 2018 | Golden Egg Awards                                 | Melhor Ator          | The Outlaws    | Venceu   | [ 39 ] |
| 2018 | 54th Baeksang Arts Awards                         | Melhor Ator de Filme | The Outlaws    | Indicado | [ 40 ] |
| 2018 | 23rd Chunsa Film Art Awards                       | Melhor Ator          | The Outlaws    | Indicado | [ 41 ] |
| 2018 | 2nd Korea China International Film Festival       | Melhor Ator          | The Outlaws    | Venceu   | [ 42 ] |

## Referencias
1. 1 2  https://www.huffingtonpost.kr/2016/11/18/story_n_13069352.html
2. ↑  http://english.chosun.com/site/data/html_dir/2019/07/22/2019072200782.html
3. ↑  «Without the thrill of the chase, stalker film flops». Korea JoongAng Daily. 15 de outubro de 2010
4. ↑  «'Neighbor' weighs price of indifference». The Korea Times. 22 de agosto de 2012
5. ↑  «Ma Dong-seok and Kim Sung-oh in "Love 911"». Hancinema. Nate. 19 de março de 2012
6. ↑  «Ma Dong-seok acts role of reporter in film». The Korea Times. 26 de outubro de 2012
7. ↑  «Life and Love». Korean Film Biz Zone. 16 de abril de 2013
8. ↑  «'Flu' spreads horror throughout Seoul suburb». Korea JoongAng Daily. 9 de agosto de 2013
9. ↑  «Ma Dong-seok to star in web-toon movie "The Five"». Hancinema. Osen. 13 de janeiro de 2013
10. ↑  «Ma Dong-seok feels murder this time». Hancinema. Hankook Ilbo. 12 de dezembro de 2013
11. ↑  Pierce Conran (27 de fevereiro de 2014). «MA Dong-seok to Star in KIM Ki-duk's Latest». Korean Film Biz Zone
12. ↑  «HAN Suk-kyu and KO Soo Headline New Period Film». Korean Film Biz Zone. 26 de dezembro de 2013
13. ↑  «"Chronicles of Evil" Ma Dong-seok, a detective exclusive actor?». Hancinema. Nate. 7 de maio de 2015
14. ↑  «Ma Dong-seok's thriller». Hancinema. Nate. 26 de agosto de 2015
15. ↑  «KIM Hye-soo, Don LEE Embark on FAMILY PLAN». Korean Film Biz Zone. 30 de setembro de 2015
16. ↑  «'Pretty' Ma talks new family film». Korea JoongAng Daily. 28 de junho de 2016
17. ↑  «Main Cast Confirmed for BUSAN BOUND». Korean Film Biz Zone. 8 de abril de 2015
18. ↑  «HA Jung-woo, CHA Tae-hyun Team Up WITH GOD». Korean Film Biz Zone. 30 de dezembro de 2015
19. ↑  «Don LEE and YOON Kye-sang Head to Crime City». Korean Film Biz Zone. 14 de março de 2017
20. ↑  «Macho Ma shows soft side in 'Bros'». The Korea Times. 23 de outubro de 2017
21. ↑  «CHAMPION Casts Don LEE, HAN Ye-ri and GWON Yool». Korean Film Biz Zone. 23 de outubro de 2017
22. ↑  «Korea's Ma Dong-seok Flexes Muscles in 'Champion'». Variety. 16 de abril de 2018
23. ↑  «Along WIth Gods 2, Aong With Marvely Ma Dong-seok». Star News. 6 de julho de 2018
24. ↑  «Don LEE to Play in WONDERFUL LIFE». Korean Film Biz Zone. 8 de agosto de 2016
25. ↑  «KIM Sae-ron and Don LEE Back on Screen for Heartwarming Drama GOMTAENGI». Korean Film Biz Zone. 31 de julho de 2017
26. ↑  «Don LEE Confirmed for Action Film RAGING BULL». Korean Film Biz Zone. 22 de janeiro de 2018
27. ↑  «Don LEE, GIM Mu-yeol and KIM Sung-kyu Read Up on STORY OF VILLAINS». Korean Film Biz Zone. 14 de agosto de 2018
28. ↑  «KIM Sang-joong, Don LEE and KANG Ye-won Return for BAD GUYS: THE MOVIE». Korean Film Biz Zone. 7 de agosto de 2018
29. ↑  «A-list actors team up for $17 million movie 'Mount Paektu'». The Korea Times. 24 de novembro de 2018
30. ↑  «LEE Byung-hun and HA Jung-woo Wrap MOUNT BAEKDU». Korean Film Biz Zone. 28 de agosto de 2019
31. ↑  «PARK Jung-min and Don LEE Put the Keys in IGNITION». Korean Film Biz Zone. 14 de dezembro de 2018
32. ↑  «마동석X정경호 '압구정 리포트', 성형 비즈니스 다룬다...이달 크랭크인». hankookilbo (em coreano). 29 de setembro de 2020
33. ↑  «Ma Dong-seok set to star in 'The Outlaws 2'». Korea JoongAng Daily. 3 de julho de 2018. Arquivado do original em 2 de julho de 2018
34. ↑  Park Ah-reum (19 de junho de 2019). «'범죄도시2' 감독 바뀐다 "시즌1부터 함께한 조감독 연출 데뷔"» [Mudanças de diretor de ‘Beomjoidosi 2’ “O diretor assistente que está comigo desde a primeira temporada faz minha estreia na direção”] (em coreano). Newsen. Consultado em 3 de julho de 2024 – via Naver
35. ↑  Park Pan-seok (12 de maio de 2022). «[단독] 제2의 윤계상x손석구?..'범죄도시3' 이범수・김민재→이준혁・아오키 캐스팅(종합)» [[Exclusivo] O segundo Yoon Kye-sang] (em coreano). OSEN. Consultado em 3 de julho de 2024. Cópia arquivada em 12 de maio de 2022 – via Naver
36. ↑  Kim Na-yeon (18 de novembro de 2022). «마동석vs김무열..'범죄도시4', 오늘(18일) 크랭크인 [공식]» [Ma Dong-seok x Kim Moo-yeol..'Crime City 4', hoje (18) partida [Oficial]] (em coreano). MT Star News. Consultado em 3 de julho de 2024. Cópia arquivada em 18 de novembro de 2022 – via Naver
37. ↑  Ji, Yong-jin (13 de maio de 2013). «RYU Seung-ryong Wins Grand Prize at Baeksang Arts Awards». Korean Film Biz Zone
38. ↑  «THE WAILING Triumphs at Korean Film Reporters Association Awards». Korean Film Biz Zone. 24 de janeiro de 2017
39. ↑  «Don LEE Takes Best Actor Performance at Golden Egg Awards». Korean Film Biz Zone. 9 de fevereiro de 2018
40. ↑  «제54회 백상예술대상, TV·영화 각 부문별 수상 후보자 공개». JTBC (em coreano). 6 de abril de 2018
41. ↑  «제23회 춘사영화제 5월18일 개최..홍상수·김민희 참석하나». Newsen (em coreano). 3 de maio de 2018
42. ↑  «Kim Hee-ae, Ma Dong-seok honored». Korea JoongAng Daily. 14 de novembro de 2018